# يوم الشمس
يوم الشمس (3 مايو 1978) حدده رئيس الولايات المتحدة جيمي كارتر وهو مخصص للطاقة الشمسية، بعد صدور قرار مشترك من الكونغرس، أصبح  وقد تحدد على غرار يوم الأرض، الذي كان ناجحًا للغاية، في 22 أبريل 1970. وكان هذا اليوم فكرة لـدنيس هايز، الذي نسق أيضًا يوم الأرض عام 1970.

## إحياء الذكرى
بينما طار الرئيس كارتر إلى دنفر لزيارة معهد بحوث الطاقة الشمسية، تجمع آخرون في جبل كاديلاك في ولاية ماين حيث يزعم أن أول أشعة الشمس لمست هذه المنطقة في الولايات المتحدة (ولكن ليس في هذا الوقت من العام). وتجمع حشد في بلازا الأمم المتحدة في مدينة نيويورك مستمعين إلى الخطب التي يلقيها الناس مثل نجم السينما روبرت ريدفورد، الذي ذكرهم بأن الشمس «لا يمكن حظرها من قبل أي دولة أجنبية». وفي نصب لنكولن التذكاري في العاصمة واشنطن، عبر الناشط البيئي باري كومونر عن رأيه لمجموعة من 500 شخص بأن الطاقة الشمسية كانت قضية محورية مثلها مثل العبودية وأنه «إذا لم يتحدث السيد كارتر و[وزير الطاقة]جيمس شليزنجر عن الطاقة الشمسية، فقد حان الوقت لنتحدث نحن عنها».” وأن الطاقة الشمسية كانت «... أحد الحلول للمشاكل الاقتصادية للولايات المتحدة».” 
تم التخطيط للأحداث في اثنين وعشرين بلدًا حول العالم.